# اسگروس
اسگروس (به آلمانی: Esgrus) یک شهر در آلمان است که در اشلسویگ-فلنسبورگ واقع شده‌است. اسگروس  ۸۳۱ نفر جمعیت دارد.